# 春日山 (奈良県)

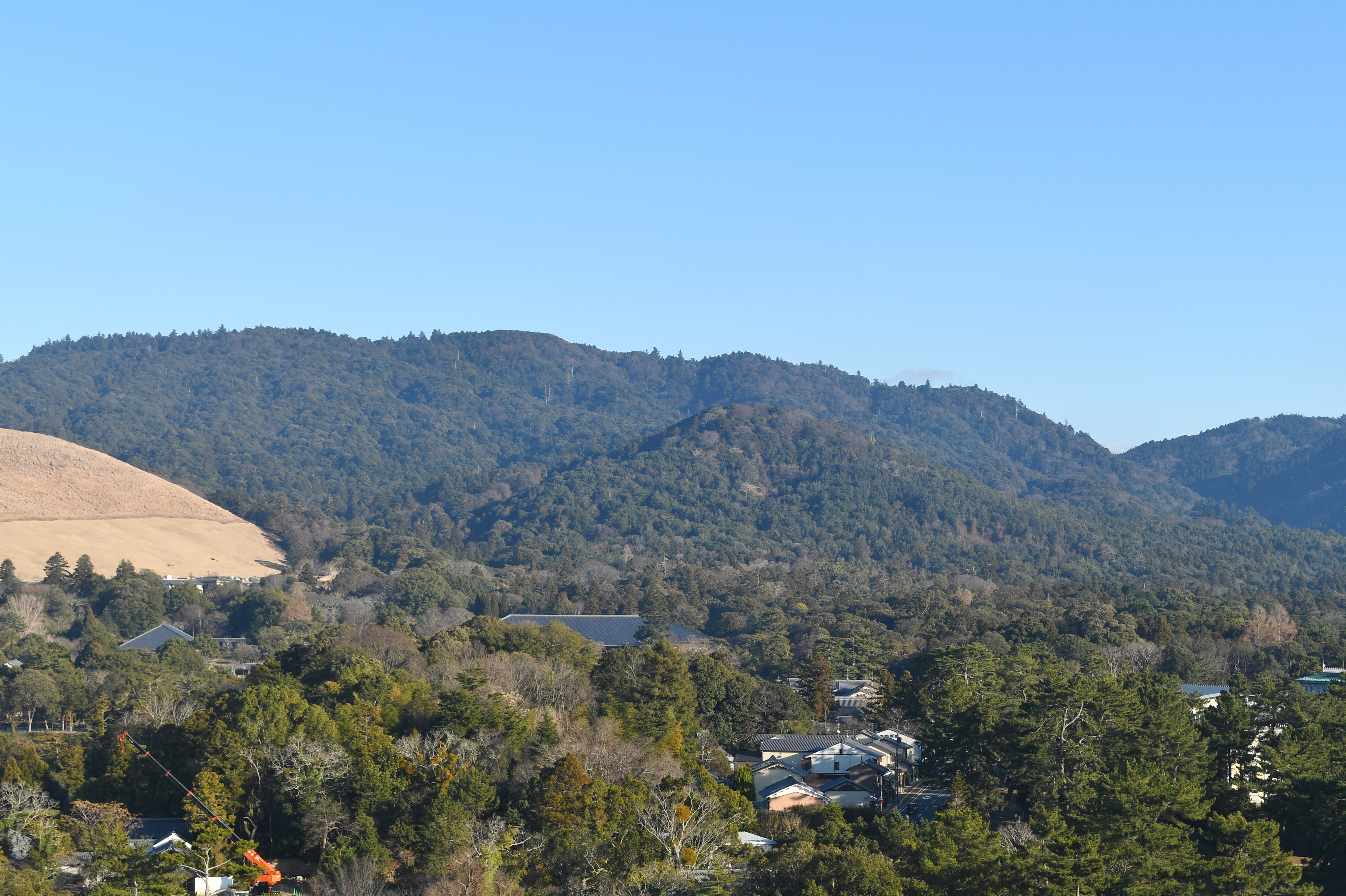
春日山 遠景（中央右に御蓋山、奥に花山）

春日山（かすがやま）は、奈良県奈良市、春日大社の東側にある標高497メートルの花山（はなやま）もしくは西隣の標高283メートルの御蓋山（三笠山・みかさやま）の通称。御蓋山を「（春日）前山」・花山を「（春日）奥山」と区別する場合もある。また、両山および芳山（518m）などの連峰の総称としても用いられる。

## 概要

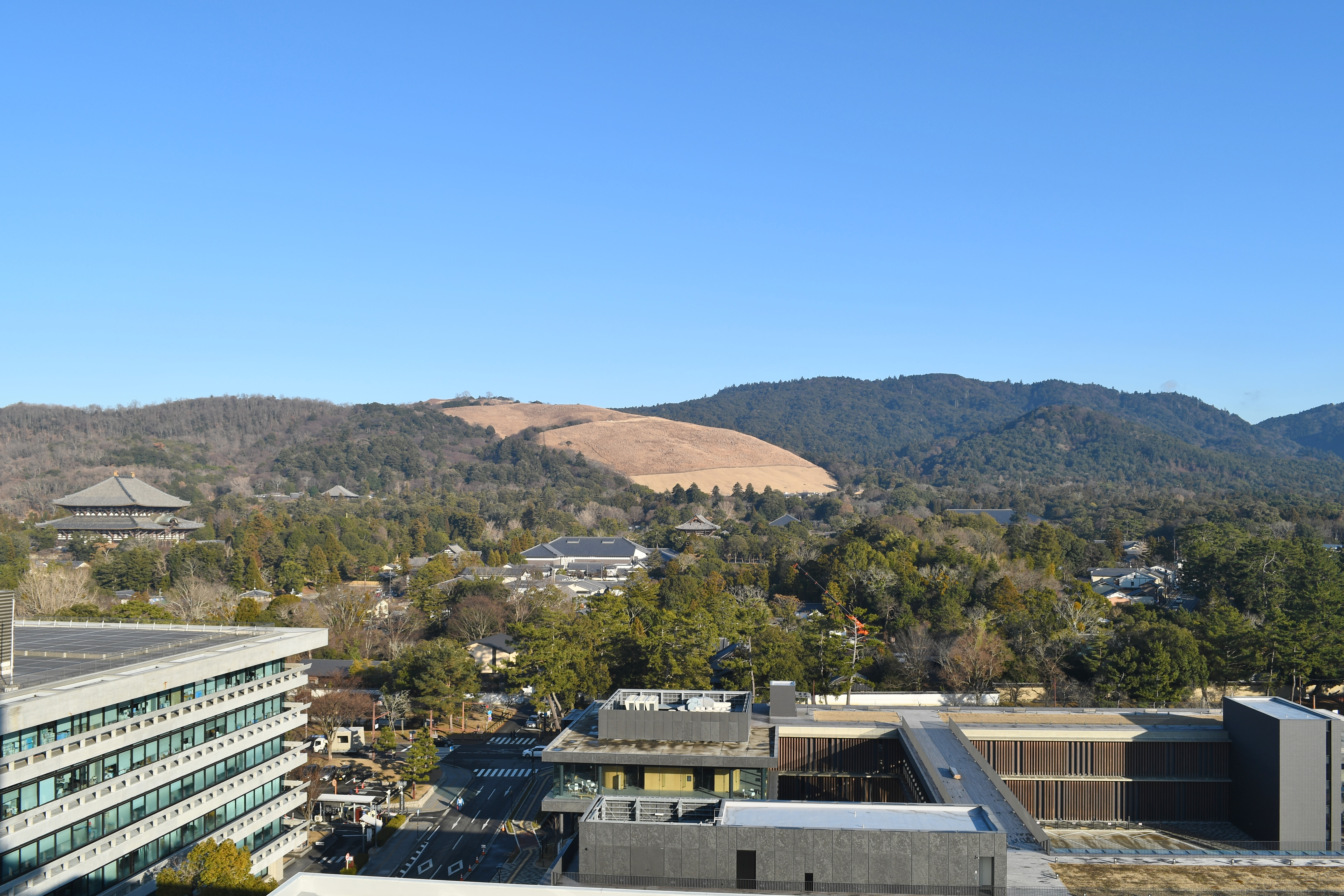
若草山（左）・春日山（右）左端は東大寺大仏殿。

古くから神奈備山として崇敬され、特に平城京遷都以後は朝廷から尊ばれた。例えば、遣唐使は出立に先立ち春日山の付近で天神地祇を祀って航海の安全を願ったことが知られている。768年（神護景雲2年）に藤原永手が祖父・不比等ゆかりの春日山のふもとに氏神である春日大社を創建した（ただし、近年では神社の遺構発掘の成果などから創建年次を同年以前とする説が有力となっている）。藤原氏の勢力伸長とともに春日山一帯に対する藤原氏の支配が強められ、841年（承和8年）には春日大社の神域として狩猟や伐採が禁じられた。春日大社の神体山とみなされるようになった春日山は春日大社及び近接する興福寺の管理下に置かれ、春日山に自生する榊を根扱ぎして春日大社の神霊の依代である「春日神木」と称して、興福寺や春日大社が強訴をする際には神木を押し立てた。
また、山岳信仰の修行場・祈雨の霊場として興福寺をはじめとする奈良の僧侶たちから重んじられ、春日山石窟仏など古代から中世にかけての多くの仏教遺跡が遺されている。また、神山として殺生禁断が守られてきたため、広大な原生林（春日山原始林）が今日まで残されており、1924年（大正13年）には天然記念物に指定。21世紀においては古都奈良の文化財の一部として世界遺産にも登録されている。
春日山のスギは春日杉として知られ、明治時代には倒木材を運び出して出荷し、その収益を公園の造成費用に充てていた。
なお、「花山」の名は興福寺がここからシキミの花を採ることに由来する。

## 御蓋山

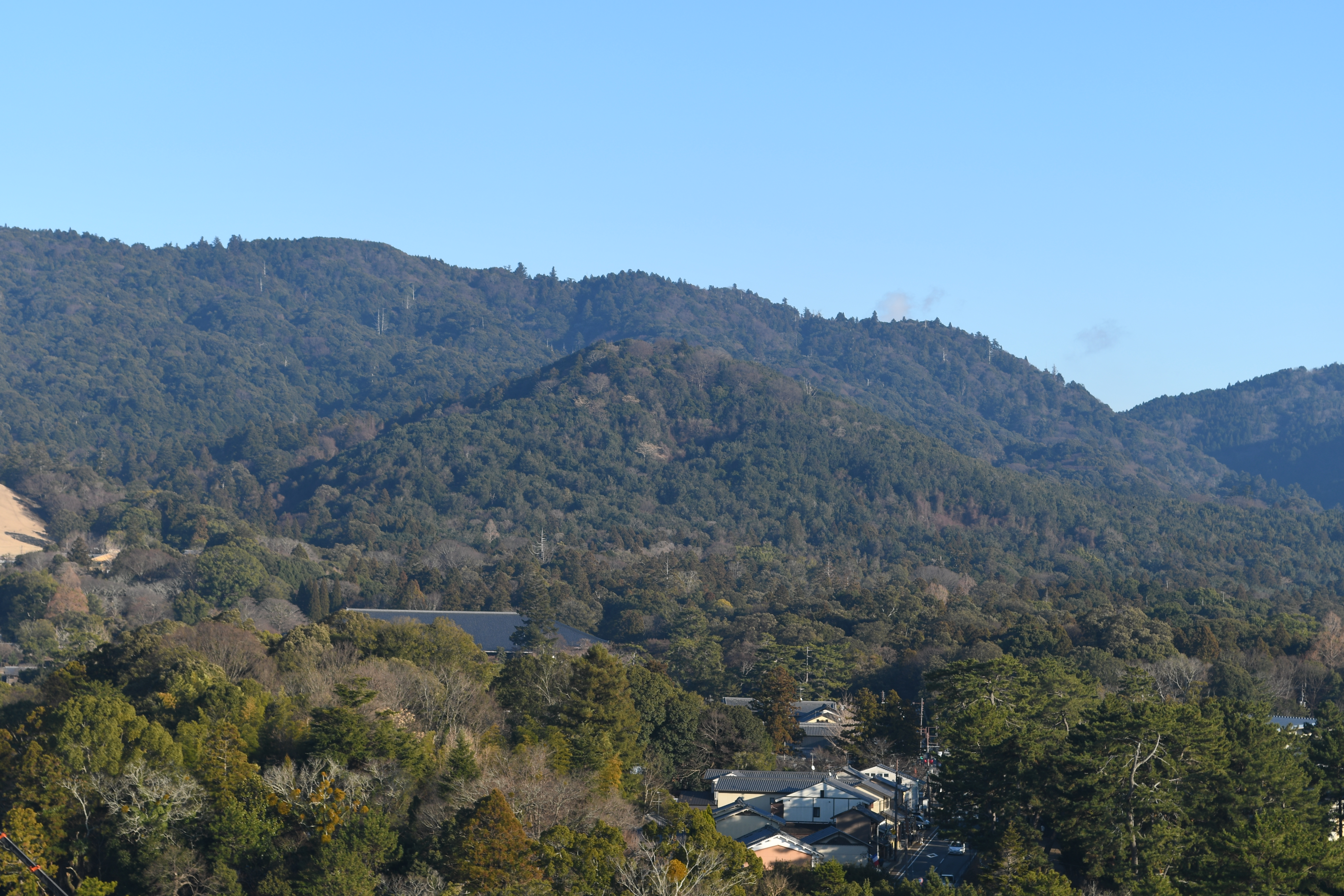
御蓋山

標高297m、三笠山とも表記する。山容が笠を伏せた形をしていることから名付けられた。山頂の浮雲峰は、768年（神護景雲2年）、春日大社の祭神である武甕槌命が、藤原氏により勧請され、白鹿に乗り降り立った場所とされ、本宮神社が祀られている。
万葉集にはこの山を詠んだ歌が多くある。
高按の 三笠の山に 鳴く鳥の 止めば継がるる 恋もするかも—山部赤人、万葉集巻3・373
また阿倍仲麻呂が中国から日本を想い詠んだ歌は百人一首にも選ばれよく知られる。
天の原 ふりさけみれば 春日なる 三笠の山に 出でし月かも—阿倍仲麻呂、古今集巻9・406
江戸期以降は北隣の若草山（旧名・葛尾山、九折山（つづらお-））がその三層の山容から三笠山と呼ばれるようになり、国土地理院の地図においても若草山（三笠山）、春日山（御蓋山）と表記されるなど混同されるが、1935年（昭和10年）、崇仁親王の三笠宮の宮号宣賜に際して三笠山（御蓋山）と若草山との区別は判然としている。